# Laura Park
Laura Park (née en 1980) est une auteure de bande dessinée et illustratrice américaine connue pour ses récits publiés sur Flickr, souvent des bandes dessinées autobiographiques évoquant la vie quotidienne à Chicago.

## Distinctions
- 2008 : Prix Ignatz de la meilleure auteure pour Do Not Disturb My Waking Dream